# 미카노하라촌
미카노하라촌 (일본어: 瓶原村)은 일본 교토부 소라쿠군에 설치되었던 촌이다.